# Hohwacht (Ostsee)
Hohwacht település Németországban, Schleswig-Holstein tartományban. Lakosainak száma 840 fő (2023. december 31.).

## Népesség
A település népességének változása:
| Lakosok száma | 1217 | 870  | 844  | 854  | 873  | 840  |
|               | 1975 | 2017 | 2019 | 2021 | 2022 | 2023 |